# Drupadia
Drupadia är ett släkte av fjärilar. Drupadia ingår i familjen juvelvingar.

## Bildgalleri

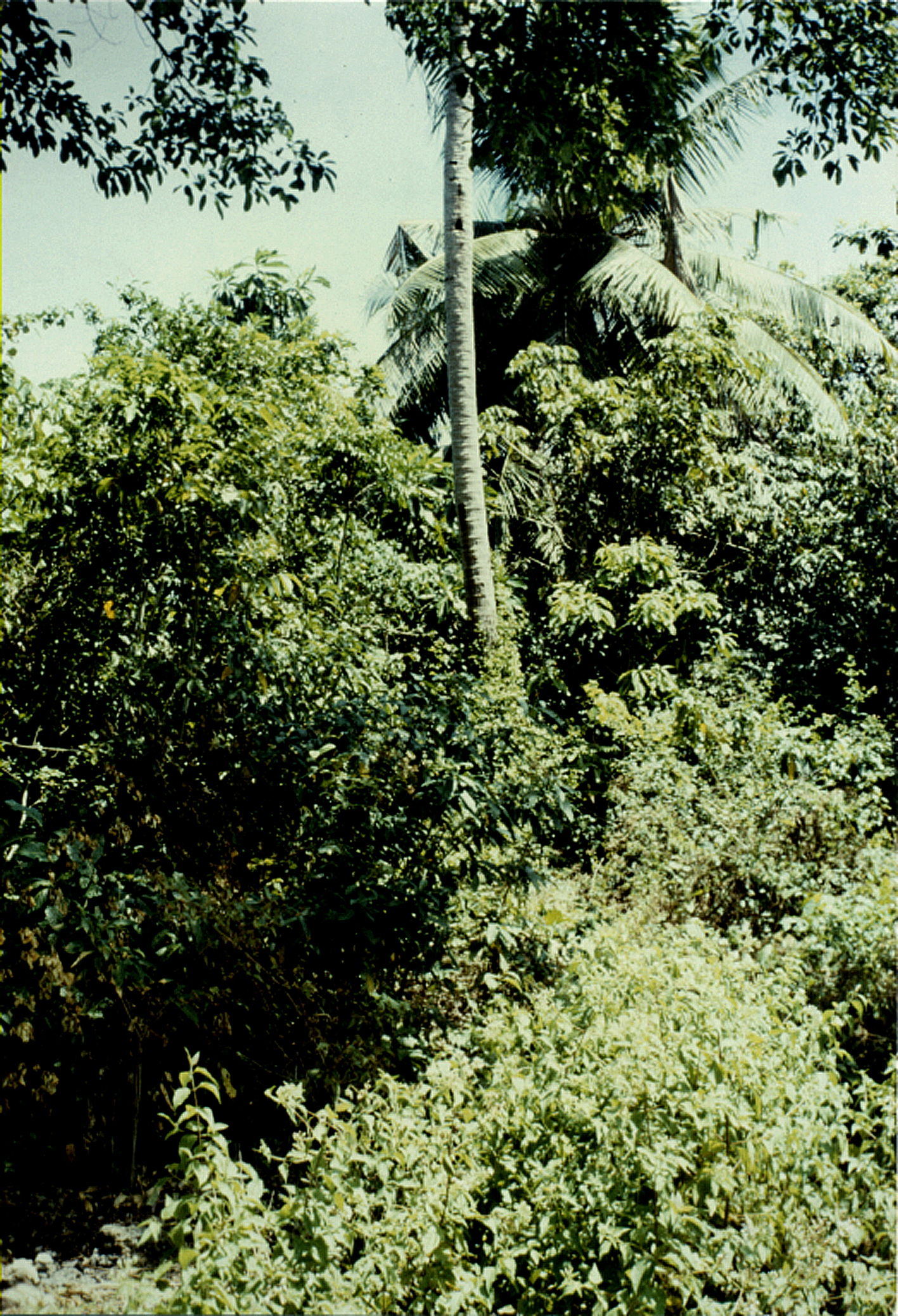

## Dottertaxa tillDrupadia, i alfabetisk ordning[1]
- Drupadia albula
- Drupadia alcyma
- Drupadia archbaldi
- Drupadia atra
- Drupadia balina
- Drupadia banka
- Drupadia battakana
- Drupadia batuna
- Drupadia boisduvalii
- Drupadia caesarea
- Drupadia caesia
- Drupadia cinderella
- Drupadia cindi
- Drupadia comla
- Drupadia connexa
- Drupadia corbeti
- Drupadia corula
- Drupadia demialba
- Drupadia esla
- Drupadia estella
- Drupadia fabricii
- Drupadia florens
- Drupadia fulgens
- Drupadia fulminans
- Drupadia ianthina
- Drupadia iskander
- Drupadia janus
- Drupadia javanicus
- Drupadia joloana
- Drupadia kina
- Drupadia lisiades
- Drupadia lisias
- Drupadia livius
- Drupadia medullia
- Drupadia moorei
- Drupadia niasica
- Drupadia niasicola
- Drupadia nola
- Drupadia praecox
- Drupadia ravindra
- Drupadia ravindrina
- Drupadia resoluta
- Drupadia rufotaenia
- Drupadia semperna
- Drupadia serunicus
- Drupadia sumatranus
- Drupadia sumptuosa
- Drupadia surindra
- Drupadia theda
- Drupadia torquata
- Drupadia transiens
- Drupadia ultra
- Drupadia unicolor